# 3K10
Der 3K10 Granat (russisch 3К10 «Гранат») ist ein sowjetischer U-Boot-gestützter Marschflugkörper. Der Systemindex der Sowjetarmee lautet S-10 Granat. Die Lenkwaffe wird 3M10 bezeichnet und der NATO-Codename lautet SS-N-21 Sampson.

## Entwicklung
Die Entwicklung des 3K10 Granat begann 1971 im Konstruktionsbüro Nowator. Der erste Teststart erfolgte am 21. September 1978 in der Barentssee. Der erste Teststart von einem getauchten U-Boot fand am 21. Juli 1982 statt. Im April 1984 wurden die ersten Waffen an die sowjetische Marine ausgeliefert. Im Jahr 1987 war das System 3K10 schließlich einsatzbereit. Der 3M10-Flugkörper diente später als Grundlage für den 3M14-Marschflugkörper.

## Technik
Während des Kalten Kriegs war der 3K10 sowohl für einen nuklearen Erstschlag wie auch für einen Zweitschlag vorgesehen. Der 3M10-Marschflugkörper sollte tief in gegnerisches Territorium eindringen und Flugplätze, Bunker, Radaranlagen oder Kommandoposten sowie Infrastruktur zerstören.
Die 3M10-Marschflugkörper werden in versiegelten Schutzbehältern im Torpedoraum des U-Bootes gelagert. Für den Start wird der Schutzbehälter mit dem Marschflugkörper in ein 533-mm-Standard-Torpedorohr geschoben. Vor dem Start müssen im Navigationssystem des 3M10 die entsprechenden Zielkoordinaten sowie das nötige digitale Radar-Kartenmaterial gespeichert werden. Danach kann der Marschflugkörper aus einer Tauchtiefe von bis zu 40 m gestartet werden. Nach dem Verlassen des Torpedorohres zündet der Raketenbooster und treibt den im Schutzbehälter eingekapselten Flugkörper zur Wasseroberfläche. Nach dem Durchstoßen der Wasseroberfläche zündet der Booster des Marschflugkörpers und treibt diesen aus dem Schutzbehälter. Danach entfalten sich die Flügel und das Mantelstromtriebwerk wird gestartet. Der Marschflug erfolgt in einer Flughöhe von 50 bis 200 m. Dabei sorgt der Höhenmesser für den nötigen Sicherheitsabstand zwischen der Lenkwaffe und der Erdoberfläche. Die Lenkung während des Marschfluges erfolgt mit dem Trägheitsnavigationsplattform. Da das Trägheitsnavigationssystem pro Flugstunde eine Abweichung von mehreren hundert Metern generiert, fliegt der Marschflugkörper auf seiner Flugroute nacheinander verschiedene Wegpunkte ab, die zur Kurskorrektur verwendet werden. Das Gebiet der Wegpunkte ist in Form einer digitalen Matrix im TERCOM-System gespeichert. Beim Überfliegen der Wegpunkte vermisst das TERCOM-System die zuvor eingespeicherten Höhenprofile des überflogenen Gebietes und vergleicht sie mit den eingespeicherten Höhenprofilen des Soll-Flugpfades. Durch eine Vergleichsrechnung mittels Kalman-Filtern zwischen Soll- und vermessener Position wird dann eine Kurskorrektur errechnet. Für den Zielanflug kommt wiederum das TERCOM-System zur Anwendung. Beim Überfliegen der Höhenprofile vom Zielgebiet, wird zum Zielpunkt der minimalst möglichen Annäherung der Gefechtskopf in der Luft gezündet. Es wird ein Streukreisradius (CEP) von 50 bis 150 m erzielt. Bei den neuen Versionen soll der Streukreisradius dank einem zusätzlichen GLONASS-Navigationssystem zwischen 10 und 45 Metern liegen. Ursprünglich war der 3M10 mit einem Nukleargefechtskopf mit einer Sprengleistung von 200 kt bestückt. Neuere Ausführungen sollen mit einem konventionellen Splittergefechtskopf ausgerüstet sein.

## Varianten
- 3K10 Granat (S-10): auf U-Booten stationierte Standardversion mit 200 kt Nuklearsprengkopf. Reichweite 2400–2900 km.
- 3K12 Relief (RK-55:): auf einem MAZ-543M-8×8-Lkw (alternativ: MAZ-7310) installierte landbasierte Version mit 6 Lenkwaffen, Reichweite 2600–2900 km. Entwicklung eingestellt.

## Status
Bei den START II-Abrüstungsverhandlungen 1993 deklarierte Russland 240 u-bootbasierte 3M10-Marschflugkörper mit Nuklearsprengköpfen. Im Zuge dieser Verhandlungen wurden aus den U-Booten alle 3M10 entfernt und eingelagert. Von diesen wurden 200 später umgerüstet. Sie bekamen ein verbessertes Navigationssystem und wurden mit konventionellen Splittergefechtsköpfen bestückt. Seit 2011 wird der 3M10 durch das Nachfolgemodell 3M14 ersetzt. Die fahrzeuggebundene Ausführung RK-55 Relief wurde mit sechs Trägerfahrzeugen und rund 84 Raketen zunächst in Jelgava in der Lettischen Sozialistischen Sowjetrepublik stationiert oder waren im Aufbau. Im Zuge des INF-Vertrages im Jahr 1987 wurden sie ausgesondert. Die letzte der 84 RK-55 wurde im Oktober 1988 verschrottet.
Der 3M10-Marschflugkörper kann auf folgenden U-Bootklassen stationiert werden:
- Projekt 971 (NATO-Codename: Akula)
- Projekt 671RTM (Victor-III)
- Projekt 945 (Sierra)
- Projekt 885 (Graney)
- Projekt 955 (Borei)
- Projekt 667AT (Gruscha) (40 Lenkwaffen in zwei horizontalen Revolvermagazinen)